# W3DZZ
W3DZZ är en trådantenn för amatörradiosändare, skapad av amerikanen Chester L. Buchanan (1915–2009) 1955, namngiven efter hans anropssignal W3DZZ.
W3DZZ-antennen är oftast byggd för 80-, 40- och 20-metersbanden. Upphovsmannen har även skapat en trebands yagiantenn för kortvåg.